# Kuhlia malo
Kuhlia malo is een straalvinnige vissensoort uit de familie van de vlagvissen (Kuhliidae). De wetenschappelijke naam van de soort is voor het eerst geldig gepubliceerd in 1831 door Valenciennes.